# Francis Kurkdjian
Francis Kurkdjian, né le 14 mai 1969 à Paris, est un parfumeur français d'origine arménienne.

## Biographie
Diplômé de l'institut supérieur international du parfum, de la cosmétique et de l'aromatique alimentaire 1993 et d'un MBA délivré par l'institut supérieur de marketing du luxe (Sup de Luxe Paris), chaire Cartier, en 1994, il crée Le Mâle, pour Jean Paul Gaultier en 1995 suivi de plus de soixante créations pour des maisons de mode de notoriété internationale. Lauréat en 2001 du Prix du parfumeur François Coty pour l'ensemble de sa carrière, il est le premier parfumeur contemporain à fonder son atelier de parfum sur mesure. Il est nommé en 2009 chevalier des Arts et des Lettres par la ministre de la Culture Christine Albanel.
Il cofonde en 2009 avec son associé Marc Chaya sa propre maison de parfum, la « Maison Francis Kurkdjian ».
Son entreprise étant rachetée par LVMH en 2017 – il en reste le directeur artistique –, il est nommé à la direction de la Création Parfum de Christian Dior en octobre 2021.

## Créations
- Acqua di Parma : Iris Nobile (avec Françoise Caron), 2004
- Baccarat : Rouge 540, 2014
- Burberry : My Burberry, 2014 - Mr Burberry, 2016 - Burberry Brit Rhythm floral - Burberry Brit Splash - My Burberry Black
- Carven : Le Parfum, 2013 - L'eau de Toilette, 2014
- Christian Lacroix : C'est la fête (avec Jean Jacques), 2007
- Christian Dior : Cologne Blanche, 2005 - Eau Noire, 2005
- Davidoff : Silver Shadow, 2005
- Elie Saab : Le Parfum, 2011 - Le Parfum, eau de toilette, 2012
- Elie Saab : La Collection des Essences (2014-2016) Essence n°1 Rose, Essence n°2 Gardénia, Essence n°3 Ambre, Essence n°4 Oud, Essence n°6 Néroli, Essence n°7 Vetyver, Essence n°8 Santal, Essence n°9 Tubéreuse
- Elie Saab : La Collection des Cuirs, 2016 : Cuir Bourbon, Cuir Ylang, Cuir Patchouli, Cuir Absolu
- Elizabeth Arden : Green Tea, 1999
- Emanuel Ungaro : Apparition (avec Françoise Caron), 2004 - Le Parfum, 2007
- Escada : Lily Chic, year 2000 Edition
- Ferragamo : F by Ferragamo, 2006
- Guerlain : Rose Barbare, 2005 - Eau du Lit
- Giorgio Armani : Armani Mania, 2002
- Indult : Isvaraya, 2007 - Manakara, 2007 - Thiota, 2007 - pour Colette C16, 2008
- Jean-Paul Gaultier : Le Mâle, 1995 - Fragile, 1999 - Gaultier Puissance2, 2005 - Fleur du Mâle, 2007 - Eau d'Amour, 2008 - Ligne de beauté Monsieur (avec Nathalie Le Cann), 2008 - MaDame, 2008
- Joop ! : Muse, 2004
- Juliette Has a Gun : Miss Charming, 2007 - Lady Vengeance, 2007
- Kenzo : KenzoKi Lotus blanc, 2002 - Kenzoworld 2016
- Lancaster : Aquazur, 2004 - Aquasun, 2005
- Lancôme : Miracle Homme, 2001 - Miracle Homme l'Aquatonic, 2003
- Lanvin : Rumeur, 2006
- Narciso Rodriguez : For Her (avec Christine Nagel), 2003 - For Him, 2007
- Nina Ricci : L'Extase, 2015
- Maison Francis Kurkdjian : Aqua Universalis, 2009 - APOM femme, 2009 - APOM homme, 2009 - Cologne pour le matin, 2009 - Cologne pour le soir, 2009 - Lumière Noire femme, 2009 - Lumière Noire homme, 2009 - Absolue pour le matin, 2010 - Absolue pour le soir, 2010 - Aqua Universalis forte, 2011 - OUD, 2012 - Amyris femme, 2012 - Amyris homme, 2012 – 754 for Bergdorf Goodman, 2012 - OUD cashmere mood, 2013 - OUD silk mood, 2013 - OUD velvet mood, 2013 - Aqua Vitae, 2013 - Féminin pluriel, 2014 - Masculin pluriel, 2014 - A la rose, 2014 - Oud satin mood, 2015 - Aqua Vitae forte, 2015 - Baccarat Rouge 540, 2016 - Petit Matin, 2016 - Grand Soir, 2016
- Parfums MDCI : Promesse de l'Aube, 2006
- Roger et Gallet : Fleur de Figuier, 2013
- Van Cleef & Arpel : Summer and Autumn, 2004
- Versace : Versus Time for pleasures, 2002 - Jeans couture Glam, 2003
- Yves Saint Laurent : Kouros Eau d'été, 2002 - Kouros Cologne Sport, 2004